# Dirty south
Cet article concerne le genre musical. Pour le producteur et disc jockey australien, voir Dirty South (musicien).
Sous-genres
Chopped and screwed, snap, trap, bass music
Genres dérivés
Crunk, trap
Le dirty south est un sous-genre de hip-hop américain apparu dans le Sud des États-Unis, en particulier à Atlanta, La Nouvelle-Orléans, Houston, Memphis et Miami,.
La musique est lancée en réaction au flot de la culture du hip-hop dans les années 1980 à New York et Los Angeles, et peut être considéré comme la troisième scène majeure de la scène hip-hop américaine, après le rap East Coast et le rap West Coast. Bon nombre des premiers rappeurs Dirty South publiaient leur musique indépendamment ou par le biais de mixtapes dans les années 1990 après des tentatives vaines de signer avec un label. Au début des années 2000, la plupart des artistes du genre atteignent un succès mondial, et tandis que la décennie défile, les variétés populaires et underground du dirty south caractérisent officiellement le genre. En France, les amateurs de hip-hop désignaient surtout la trap et la variante lente du crunk comme étant le dirty south à un moment dans les années 2000 avant la disparition du crunk et la démocratisation de la trap dans le son d'Atlanta vers les années 2010.

## Histoire

### Origines
Dans les années 1980 et 1990, le marché de la scène américaine de hip-hop est dominé par des rappeurs originaires de la côte Est et de la côte Ouest des États-Unis. Los Angeles et New York sont les deux principales villes dans lesquelles le hip-hop attire une grande attention. Dans les années 1980, les villes du sud commencent à intégrer le mouvement hip-hop. Les Geto Boys, un groupe originaire de Houston, sont les premiers du genre hip-hop originaires du sud à se populariser. Les racines du dirty south sont retracées dans leurs albums Grip It! On That Other Level publié en 1989, The Geto Boys publié en 1990, et We Can't Be Stopped en 1991. Après le succès des Geto Boys, la ville de Houston devient le centre du dirty south. Miami joue également un rôle majeur dans le développement du dirty south à l'époque durant laquelle le groupe 2 Live Crew notamment se popularise et s'associe largement au genre Miami bass.
Dans les années 1990, Atlanta devient la ville sous contrôle du dirty south. Des groupes de hip-hop comme OutKast et Goodie Mob aident significativement au développement du dirty south et à en faire le centre de la scène hip-hop. Les labels majeurs de dirty south au milieu et à la fin des années 1990 se situent dans les villes de Memphis et La Nouvelle-Orléans. Ces deux scènes locales se partagent un style de production similaire à celui intronisé par The Showboyz, un groupe de rap new-yorkais, à la fin des années 1980, avec leur chanson Drag Rap.
Au début des années 2000, le dirty south se popularise significativement hors des États-Unis avec des artistes et groupes comme T.I., Ludacris, Lil Jon, Young Jeezy d'Atlanta, Trick Daddy et Rick Ross de Miami, Lil Wayne et Juvenile de La Nouvelle-Orléans, et Three 6 Mafia de Memphis, qui deviendront les stars du genre à cette période,. En 2004, OutKast remporte six Grammy awards pour leur album Speakerboxxx/The Love Below, récompensé « meilleur album » ; en 2006, Three 6 Mafia remporte l'Academy Award de « meilleure chanson originale » pour le titre It's Hard out Here for a Pimp issu de l'album Hustle and Flow.
De nouveaux artistes de dirty south commencent à émerger dans les années 2010 et impliquent Trae tha Truth, Big K.R.I.T., Yelawolf, B.o.B, 2 Chainz, Flo Rida, Waka Flocka Flame et Gucci Mane. La plupart des jeunes artistes tels que French Montana, Travis Scott et ASAP Rocky s'établissent grâce au rythme issu du hip-hop sudiste.

### Développement au niveau mondial
En France, en novembre 2002, parait l'album Vapeurs toxiques du rappeur marseillais Don Choa alors membre de la Fonky Family. La piste 13 contient un morceau s'appelant Sale Sud avec Dadoo, ce titre faisant directement référence au style musical du Dirty South et en même temps un parallèle entre le rap du sud des États-Unis et celui du sud de la France. En 2007 un nouvel album de Don Choa arrive dans les bacs avec un nouveau morceau référence au dirty south : Le sud le fait mieux, avec la participation de Billy Bats et de Soprano. 
En 2003, c'est au tour de Dadoo, qui est né à Marseille et qui a vécu à Toulouse notamment en tant que membre du groupe KDD, de faire paraître dans son album France History X pas moins de quatre titres tous nommés Sale sud / Part 2 (skit) réalisés à chaque fois par un artiste différent (un étant réalisé par Don Choa encore une fois, et un autre par Dadoo en personne).
Le 22 janvier 2007, Booba fait paraître sa deuxième mixtape intitulée Autopsie Vol. 2. Le premier single extrait de ce CD est le morceau Le DUC qui peut être qualifiée de dirty south. La mixtape bat des records de ventes. En avril 2007, Rohff sort une réédition en CD Simple sur son quatrième projet, intitulé Au-delà de mes limites classics, avec trois chansons inédites dont Dirty hous. D'autres rappeurs suivront par la suite, mais la tendance s’arrêtera assez vite. Un des premiers groupe de dirty south en France est So Fresh Squad (signé en 2006 sur le label Institubes), ils sortent la mixtape Dirty South Klassiks en 2007, participent en 2008 au remix officiel du single viral Crank That du rappeur américain Soulja Boy, et enchaînent sur une série de mixtapes 100 % Dirty South entre 2008 et 2010 (So Net Tape vol. 1 et 2, Stunts Dj's vol. 1, 2 et 3).
En Belgique, en janvier 2008, l'artiste Shadow Loowee sort un album Crunk: Buzz ou Meurs vol.1, qui n'est pas un succès mondial. L'année suivante, Akro du groupe Starflam sort l'album Akro au Crunk[réf. nécessaire].
Le Sénégal, deuxième nation en Afrique en matière de hip-hop derrière l'Afrique du Sud, diffuse des artistes dirty south comme notamment Canabasse, Simon, et NIX. Ce genre se développe graduellement au Sénégal[réf. nécessaire]. Ce développement est facilité grâce à des compositeurs tels que Biggy Ling, K-id, Y-Not, DJ Slash, Diggy, et Black Casanova. Certains rappeurs algériens sont influencés par ce style, tels que Youss et FFA ; on peut remarquer facilement l’ambiance dirty south dans quelques morceaux de leurs albums et dans leurs clips. Au Maroc également, la dirty south influence des rappeurs comme C-Saoudi, auteur de la première version chopped and screwed en arabe[réf. nécessaire] sortie en 2007, ainsi que SaM2FeZ, Street Clic, Goonies, et Nastrou[réf. nécessaire].

### Déclin
À la fin des années 2000, la domination du Dirty South a commencé à s'estomper, car d'autres styles de hip-hop ont commencé à englober le son et des artistes de toutes les régions des États-Unis en ont incorporé des éléments dans leur propre musique.  Au début et vers le milieu des années 2010, la musique trap, qui était à l'origine un sous-genre du Dirty South, a complètement dépassé en popularité le genre dont elle était issue. Elle a explosé et est devenue un son que l'on retrouve dans toutes les régions du Sud des États-Unis. De nombreux rappeurs Dirty South se sont convertis au son trap, mais d'autres conservent un son Dirty South plus général. Le terme Dirty South n'est plus autant utilisé pour décrire les artistes depuis que le son n'est plus associé à la seule région du sud des États-Unis.  Bien que le terme ne soit plus utilisé, la combinaison de musique festive et de rap hardcore dont le Dirty South a été le pionnier est toujours courante dans le hip-hop d'aujourd'hui.